# Nietykalni (film 2011)

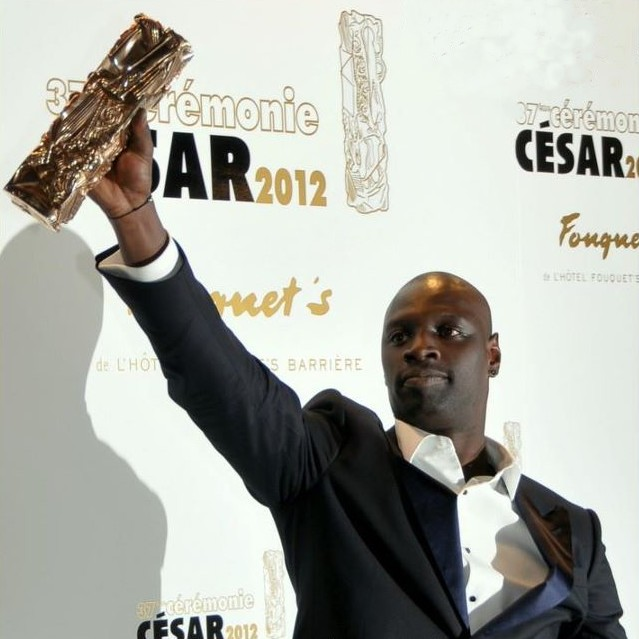
Omar Sy z Césarem, którego otrzymał w kategorii najlepszy aktor

Nietykalni (fr. Intouchables) – francuski komediodramat z 2011 roku w reżyserii Oliviera Nakache’a i Érica Toledana. W głównych rolach występują: François Cluzet i Omar Sy.
Dziewięć tygodni po francuskiej premierze 2 listopada 2011 roku film stał się największym hitem kasowym we Francji po Jeszcze dalej niż północ (fr. Bienvenue ches les Ch'tis), francuskim filmie komediowym z 2008 roku. Film został okrzyknięty wydarzeniem kulturalnym roku 2011 we Francji, zdobywając 52% głosów w sondażu przeprowadzonym przez Fnac (francuska sieć sprzedaży mająca w swojej ofercie książki, wydawnictwa muzyczne, filmy, gry, programy i akcesoria komputerowe oraz prasę, a także różnego rodzaju produkty z branży elektrotechnicznej). Nietykalni otrzymali kilka nominacji do nagród. We Francji film został nominowany do nagrody César 2012 w ośmiu kategoriach, w tym dla najlepszego filmu, reżysera i aktora. Omara Sy wyróżniono w kategorii Najlepszy Aktor.
We Francji do stycznia 2012 film zobaczyło 17 427 366 widzów.

## Fabuła
Paryż nocą. Driss prowadzi Maserati Philippe’a z dużą prędkością, przez co są ścigani przez policję. Driss tłumaczy funkcjonariuszom, że sparaliżowany Philippe musi być pilnie przewieziony do szpitala, ten z kolei udaje, że ma udar mózgu. Zwiedzeni policjanci eskortują ich do szpitala. Historia przyjaźni dwóch mężczyzn od tego momentu opowiedziana jest w formie retrospekcji.
Driss, wychowywany na paryskich przedmieściach imigrant z Senegalu, tuż po wyjściu z więzienia odwiedza pracodawców, by uzyskać zasiłek. Trafia na rozmowę kwalifikacyjną do Philippe’a, bogatego arystokraty, który jest dotknięty porażeniem czterokończynowym i szuka samodzielnego, całodobowego opiekuna. Drissowi nie zależy jednak na pracy, tylko na podpisie sparaliżowanego milionera, dzięki czemu będzie mógł pobierać zasiłek. Zaskoczony bezpośredniością i sposobem bycia Drissa Philippe proponuje mu okres próbny na stanowisku opiekuna. Od tamtej pory zaczyna towarzyszyć Philippe’owi w codziennym życiu, dzięki czemu dowiaduje się o stopniu jego niepełnosprawności, a mężczyźni się zaprzyjaźniają.
Wkrótce na jaw wychodzi kryminalna przeszłość Drissa. Philippe twierdzi jednak, że nie obchodzi go przeszłość mężczyzny, bo – jako jedyny – nie patrzy na niego przez pryzmat litości. Odmawia zwolnienia Drissa, chyba że ten przestanie należycie wykonywać swoją pracę. Podczas jednej z rozmów zwierza się Drissowi, w jaki sposób stał się kaleką (miał wypadek na paralotni), a także mówi mu o śmierci ukochanej żony i o tym, że nigdy nie udało im się mieć dzieci. Driss stopniowo pomaga Philippe’owi uporządkować życie prywatne, a szczególnie relację z adoptowaną córką Elisą. Jednocześnie dzięki Phillipe’owi odkrywa sztukę nowoczesną i operę, a nawet zaczyna malować.
Gdy Driss dowiaduje się o listownym związku Philippe’a z niejaką Eleonore z Dunkierki, zachęca szefa do zaaranżowania spotkania, jednak ten obawia się reakcji kobiety na jego niepełnosprawność. Drissowi ostatecznie udaje się przekonać Philippe’a do rozmowy telefonicznej z Eleonore. Jakiś czas później Philippe zaprasza bojącego się wysokości Drissa na wycieczkę jego prywatnym odrzutowcem, po czym okazuje się, iż zabiera go na lot paralotnią.
Drissa nachodzi jego młodszy kuzyn Adama, który ma problemy z gangiem. Podsłuchując, Philippe zauważa w swoim opiekunie potrzebę wsparcia rodziny i zwalnia go z dotychczasowych obowiązków. Sugeruje, że Driss może nie chcieć pchać wózka inwalidzkiego przez całe życie. Driss wraca do swojego starego życia i udaje mu się pomóc młodszemu kuzynowi. W międzyczasie Philippe zatrudnił wielu opiekunów, jednak żaden z nich nie jest w stanie zastąpić mu Drissa. Traci ducha walki i przestaje dbać o siebie. Zmartwiona Yvonne, jego bliska współpracownica, kontaktuje się z Drissem, który odwiedza Philippe’a i decyduje się wziąć go na przejażdżkę jego samochodem marki Maserati.
W tym momencie historia przenosi nas z powrotem do pierwszej sceny filmu i pościgu policji. Po zgubieniu radiowozów Driss zabiera Philippe’a nad morze. Po starannym ogoleniu go i ubraniu go w elegancki strój docierają do Cabourg, gdzie wybierają się do restauracji z widokiem na ocean. Driss nagle opuszcza stolik i życzy Philippe’owi szczęścia podczas, jak się okazuje, randki z Eleonore, która wkrótce dołącza do stolika. Zaskoczony Philippe spogląda przez okno i widzi uśmiechającego się do niego Drissa. Żegnają się bez słów, po czym Driss odchodzi.
Fabuła oparta jest na autentycznej historii. Pierwowzorem, postaci Philippe'a, jest Philippe Pozzo di Borgo, a Drissa – Abdel Yasmin Sellou. Pozzo uległ wypadkowi w 1993, a rok później do pracy przyjął Sellou. Po fali upałów w 2003 Pozzo przeniósł się do portowego miasta As-Suwajra w Maroko.

## Odbiór i krytyka filmu
Film uzyskał wynik 75% i został „uznany za świeży” (eng. „certified fresh”) w rankingu popularnego internetowego serwisu Rotten Tomatoes, który zamieszcza podstawowe informacje o filmach oraz dotyczące ich opinie uznanych krytyków. Nietykalni otrzymali 89 recenzji pochlebnych z wszystkich 118 i średnią ocenę 6,7/10. Serwis Metacritic przyznał mu 57 na 100 punktów, w oparciu o 31 rankingów profesjonalnych krytyków.
Film spotkał się z bardzo dobrym przyjęciem w Wielkiej Brytanii, krytycy chwalili zarówno występ aktorów pierwszoplanowych, jak i niezwykły sposób ukazania niepełnosprawności w filmie.
Tadeusz Sobolewski z „Gazety Wyborczej” stwierdził, że wykonanie jest perfekcyjne, a film posiada świetną obsadę pierwszego i drugiego planu. Jego zdaniem w „Nietykalnych” śmiejemy się cały czas i ten śmiech nie tłumi współczucia. Barbara Hollender pisała w „Rzeczpospolitej” o komedii pełnej zabawnych sytuacji i błyskotliwych dialogów, która jest peanem na cześć życia, prostych przyjemności, życzliwości.
Film otrzymał 11 nagród i 31 nominacji. Zdobył Tokyo Sakura Grand Prix w kategorii Najlepszy Film na Międzynarodowym Festiwalu Filmowym w Tokio oraz nagrodę dla Najlepszego Aktora w 2011 dla obydwu: Francois Cluzeta i Omara Sy. Na rozdaniu Cezarów w 2012 r., film otrzymał 8 nominacji. Omar Sy został nagrodzony Cezarem w kategorii Najlepszy Aktor za rolę Drissa (pokonując tym samym Jeana Dujardina, nominowanego za Artystę), stając się pierwszym nagrodzonym pochodzenia francusko-afrykańskiego.
We wrześniu 2012 ogłoszono, że Nietykalni zostali wybrani jako francuski kandydat do Oscara, prestiżowej corocznej nagrody przyznawanej przez Amerykańską Akademię Sztuki i Wiedzy Filmowej w dziedzinie filmu, w kategorii Najlepszy Film Nieanglojęzyczny. Produkcja przeszła przez pierwszy etap kwalifikacji, została jednak odrzucona w drugim etapie, nie będąc wybraną do najlepszej 5 nominowanych do nagrody.
Film nominowany był także do: Złotych Globów 2013 w kategorii Najlepszy Film Zagraniczny, BAFTA 2013 w kategorii Najlepszy Film Nieanglojęzyczny, Orłów 2013 w kategorii Najlepszy Film Europejski.

## Sukces kasowy filmu
Po 4 tygodniach, przed końcem listopada 2011 r., Nietykalni stali się najczęściej oglądanym filmem we Francji w 2011 r. Po 16 tygodniach we Francji film widziało więcej niż 19 milionów ludzi. 10 stycznia 2012 film pobił rekord – był numerem jeden we Francji przez 10 następnych tygodni od dnia swojej premiery. Produkcja przyniosła 166 mln dolarów zysków we Francji i 444,7 mln dolarów zysków na świecie (stan na 12.05.2013).
20 marca 2012 Nietykalni stali się najbardziej kasowym filmem w języku innym niż angielski. Film dobrze radził sobie też w kilku krajach europejskich (szczególnie w Niemczech, Szwajcarii, Austrii, Polsce, Włoszech, Hiszpanii, Belgii). Na całym świecie sprzedano ponad 50 milionów biletów kinowych na Nietykalnych.

## Obsada
- François Cluzet jako Philippe
- Omar Sy jako Bakary „Driss” Vassary
- Anne Le Ny jako Yvonne
- Audrey Fleurot jako Magalie
- Clotilde Mollet jako Marcelle
- Christian Ameri jako Albert
- Grégoire Oestermann jako Antoine
- Alba Gaia Kraghede Bellugi jako Elisa
- Cyril Mendy jako Adama

## Soundtrack
1. Ludovico Einaudi – "Fly" (3:20)
2. Earth, Wind & Fire – "September" (3:33)
3. Omar Sy, François Cluzet & Audrey Fleurot – "Des références..." (1:08)
4. Ludovico Einaudi – "Writing Poems" (4:09)
5. George Benson – "The Ghetto" (4:57)
6. Omar Sy & François Cluzet – "L'arbre qui chante" (1:01)
7. Terry Callier – "You're Goin' Miss Your Candyman" (7:18)
8. François Cluzet & Omar Sy – "Blind Test" (2:21)
9. Earth, Wind & Fire with The Emotions – "Boogie Wonderland" (4:45)
10. Ludovico Einaudi – "L'origine nascosta" (3:12)
11. Nina Simone – "Feeling Good" (2:53)
12. Ludovico Einaudi – "Cache-cache" (3:51)
13. Angelicum De Milan – "Vivaldi: Concerto pour 2 violons & Orchestra" (3:21)
14. Ludovico Einaudi – "Una mattina" (6:41)
15. Vib Gyor – "Red Lights" (4:29)

## Remake
Powstał amerykański remake filmu, pod tytułem The Upside, w którym główne role grają Bryan Cranston i Kevin Hart. Film miał premierę kinową w USA w dniu 11 stycznia 2019.